# Nur der Colt war sein Gott
Nur der Colt war sein Gott (Originaltitel: La colt era il suo Dio) ist ein günstig produzierter Italowestern, der zu den schlechtesten Vertretern des Genres gezählt wird. Luigi Batzella inszenierte 1972; deutschsprachige Erstaufführung war am 19. November 1999 auf einem Privatfernsehsender. Alternativtitel ist Der Colt des Rächers.

## Handlung
In Lanford City terrorisiert die Bande um Manuel, die für den unehrlichen Inspektor Klinger arbeitet, die Farmer der Region. Als Geheimagent wird Armee-Captain Jackson, der selbst aus Lanford stammt, in die Stadt geschickt; er hat fünf Tage Zeit, um die Gesetzlosen zu bekämpfen.
Klinger ist derweil im Besitz einer Karte, die zu einer Silbermine führt; ihretwegen hat er Burton Prior getötet und dessen Tochter Mary, die ehemalige Freundin Jacksons, entführt, die er als Faustpfand mit sich führt. Jackson kann die meisten der Banditen ausschalten und folgt Jackson, der nach Mexiko flieht, wo er nach Auseinandersetzungen mit dem arroganten, dafür aber hasenfüßigen Manuel, von diesem eingesperrt wird.
Als ihm jedoch die Flucht gelingt, kann der Captain Klinger in einem Schlussduell stellen und besiegen.

## Kritik
„Rachsüchtiger Italo-Western“, „müde inszeniert und anspruchslos; nur ein weiteres Beispiel für den Missbrauch religiöser Themen als Titel“ und „eminent schwer durchzusitzen“ lauten die Urteile einiger Kritiker.

## Bemerkungen
Der Regisseur Batzella hat drei Western gedreht, die jeweils Teile der anderen wieder verwenden. Hier wurden die übernommenen Teile neu synchronisiert, um sie der (nicht sehr von den anderen differenten) Handlung anzupassen.
An der Produktion war auch (ungenannt) Theo Maria Werner beteiligt.